# Kempele

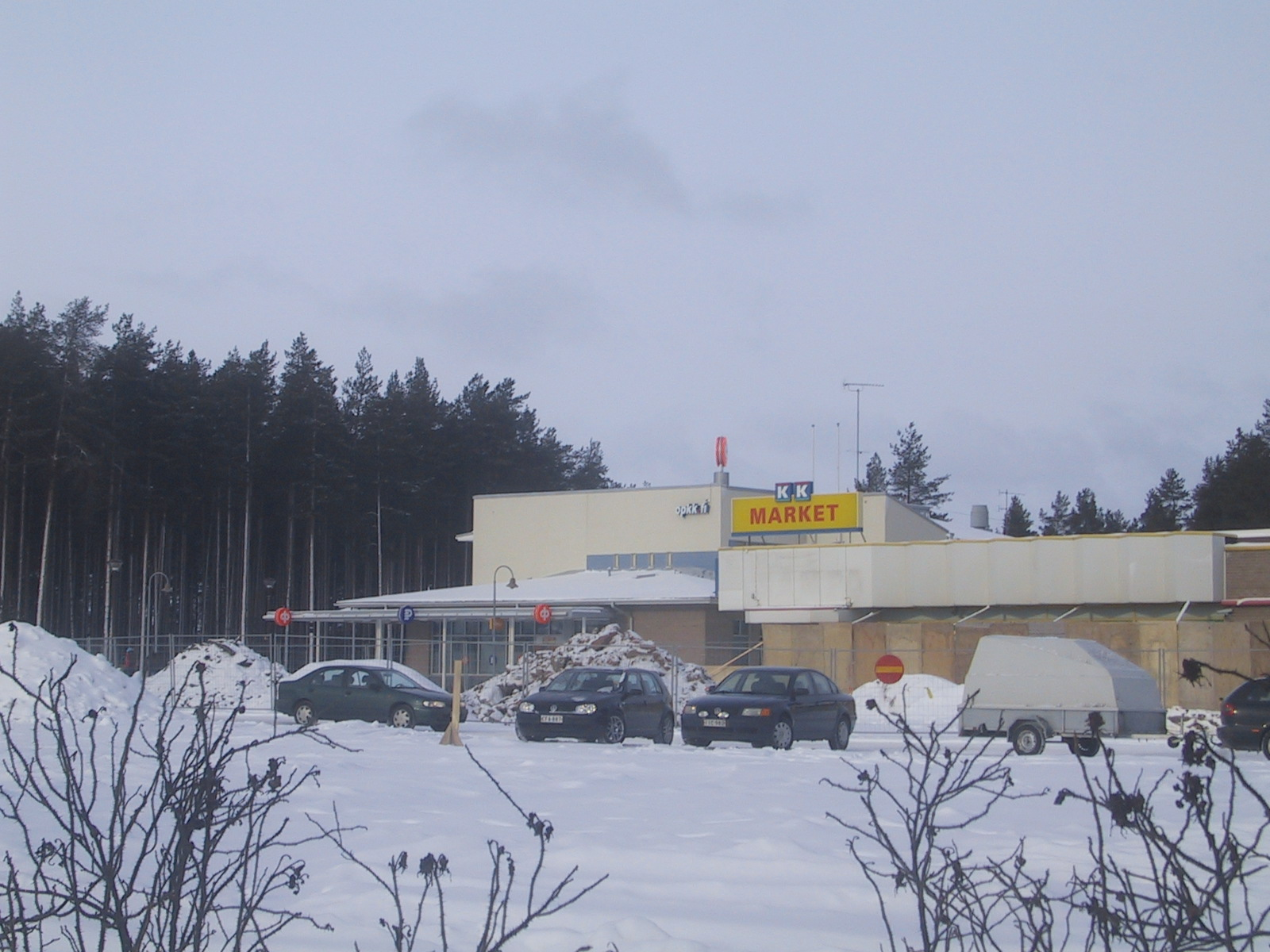
Trung tâm Kempele.

Kempele là một đô thị ở tỉnh Oulu, ở Phần Lan. Đô thị này tọa lạc ở Northern Finland just south of city của Oulu. The population of Kempele is 14,475 (31 tháng 12 năm 2005) với diện tích 110,33 km² (trừ vùng biển) trong đó có 0,20 km² là diện tích mặt nước nội địa (1/1/ 2006). Mật độ dân số là 131,4 người trên mỗi km² (31 tháng 1 năm 2005). Đô thị Kempele được lập năm 1867.
Các đô thị giáp ranh là Liminka, Oulu, Oulunsalo và Tyrnävä.